# David Axelrod (musiker)
David Axelrod, född 17 april 1933 i Los Angeles, Kalifornien, död 5 februari 2017 i samma stad, var en amerikansk musiker, kompositör, arrangör och producent.
Axelrod började arbeta som producent på Capitol Records 1963 och arbetade med artister som Lou Rawls, Cannonball Adderley och David McCallum. Han producerade The Electric Prunes experimentella album Mass in F Minor 1968, där Axelrods storslagna ambition med en blandning av kristen mässmusik och rockmusik gjorde att gruppen bara delvis medverkade på albumet. Han gav samma år kort därefter ut sitt debutalbum i eget namn, Song of Innocence. Detta album och efterföljande Songs of Experience var inspirerade av William Blakes lyrik och målningar.
Hans album, i synnerhet det första, blev under 1990-talet och framåt åter uppmärksammade och flitigt använda inom sampling.

## Diskografi, album
- Song of Innocence, 1968
- Songs of Experience, 1969
- Earth Rot, 1970
- Rock Messiah, 1971
- The Auction, 1972
- Heavy Axe, 1974
- Seriously Deep, 1975
- Strage Ladies, 1977
- Marchin' , 1980
- The Big Country,, 1995
- David Axelrod, 2001